# 松尾繁治

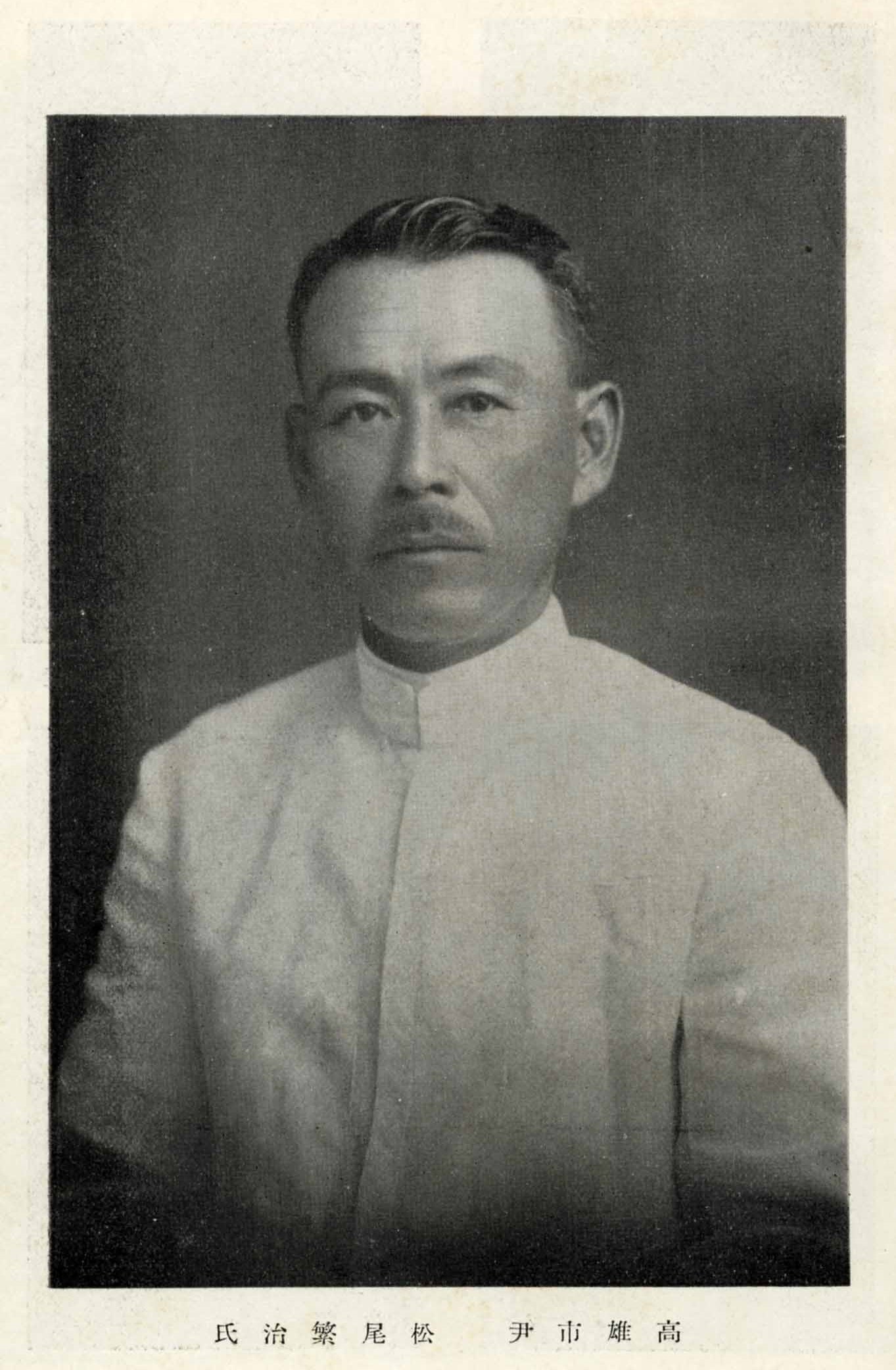
松尾繁治

松尾 繁治（まつお しげはる、1886年（明治19年）12月26日 - 没年不明）は、明治時代後期から昭和時代前期の台湾総督府官僚。高雄市尹。

## 経歴・人物
熊本県飽託郡清水村に生まれる。1907年（明治40年）台湾に渡り新竹庁属となり、入営による一時退官を経て、1911年（明治44年）8月に台北庁属に転じる。1920年（大正9年）10月、台北州海山郡庶務課長を経て、1924年（大正13年）3月に七星郡庶務課長、1925年（大正14年）宜蘭郡庶務課長、1926年（大正15年）台北州文書課長を歴任。1928年（昭和3年）9月、台南市助役に就任し、1930年（昭和5年）11月に台中州竹山郡守、1931年（昭和6年）5月に同州北斗郡守、1932年（昭和7年）11月に新竹州桃園郡守を経て、1934年（昭和9年）9月に高雄市尹に就任し、1937年（昭和12年）11月まで務めた。
退官後は、高雄信用組合組合長理事、高雄州会議員、高雄文化建築信用組合長、南邦産業・高雄地所・高雄州自動車運輸各社長など要職を歴任した。